# Fyllnadsvalen till Andra kammaren 1906-1908
Fyllnadsvalen till Andra kammaren 1906-1908  gällde 17 av Andra kammarens 230 platser. 

## Valresultat
| Ideologi     | Ideologi         | Parti                       | Före valen | Efter valen | Ändring |
| ------------ | ---------------- | --------------------------- | ---------- | ----------- | ------- |
| Liberaler    |                  | Liberala samlingspartiet    | 12         | 5           | -7      |
| Liberaler    | Vänstervildar    | 0                           | 1          | +1          |         |
| Konservativa |                  | Nationella framstegspartiet | 2          | 4           | +2      |
| Konservativa | Lantmannapartiet | 0                           | 1          | +1          |         |
| Konservativa | Högervildar      | 1                           | 1          | +-0         |         |
| Socialister  |                  | Socialdemokraterna          | 0          | 4           | +4      |
| Ingen        |                  | Partilösa                   | 2          | 1           | -1      |
| Totalt       | Totalt           | Totalt                      | 17         | 17          |         |

Valdeltagandet (47,7%) var ovanligt högt för att vara en serie fyllnadsval.
Av de vakanser som föregick fyllnadsvalen var 11 orsakade av avgångar och 6 av dödsfall.

## Kompletta valresultat
Beteckningar:
- Lib s - Liberala samlingspartiet
- Lmp - Lantmannapartiet
- S - Socialdemokraterna
- h - invald högervilde
- v - invald vänstervilde
- kons. - konservativ eller höger
- lib. - liberal eller frisinnad
- s - socialistisk kandidat

### 1906
| Valkrets                           | Innan valet             | Innan valet                 | Datum       | Utfall                                    | Valresultat                                                                           |
| Valkrets                           | Riksdagsledamot         | Parti                       | Datum       | Utfall                                    | Valresultat                                                                           |
| ---------------------------------- | ----------------------- | --------------------------- | ----------- | ----------------------------------------- | ------------------------------------------------------------------------------------- |
| Skånings, Vilske och Valle domsaga | David Holmgren          | Liberala samlingspartiet    | 22 mars     | Lantmannapartiet vann mandatet            | Sven Johan Larsson (Lmp) 62,6% Erik Stenholm (Lib s) 34,3%                            |
| Enångers och Forsa tingslag        | Per Olsson              | Liberala samlingspartiet    | 8 juli      | Annan liberal vann mandatet               | Johan Johansson (Lib s) 87,4% Karl Teodor Seger (kons.) 12,1%                         |
| Stockholms stads första            | Svante Natt och Dag     | Liberala samlingspartiet    | 16 november | Socialdemokraterna vann mandatet          | Charles Lindley (S) 62,2% Hugo Elmquist (lib.) 37,8%                                  |
| Stockholms stads fjärde            | Gustaf Oscar Wallenberg | Liberala samlingspartiet    | 16 november | Nationella framstegspartiet vann mandatet | Karl Hildebrand (Nfr) 42,3% Thorvald Fürst (lib.) 35,4% Pehr Olof Bäckström (S) 22,3% |
| Växjö stad                         | Klas Hugo Bergendahl    | Nationella framstegspartiet | 16 november | Partilös vann mandatet                    | Alfred Fornander (kons.) 53,3% Carl Olof Arcadius (lib.) 46,7%                        |
| Östra Göinge härad                 | Per Jönsson             | Partilös                    | 30 november | Nationella framstegspartiet vann mandatet | John Erlansson (Nfr) 41,1% Per Jonsson (lib.) 36,6% Gustaf Eliasson (lib.) 22,2%      |
| Malmö stad                         | Robert Darin            | Liberala samlingspartiet    | 29 december | Socialdemokraterna vann mandatet          | Värner Rydén (S) 54,1% Rudolf Fredrik Berg (kons.) 45,9%                              |

### 1907
| Valkrets                      | Innan valet              | Innan valet                 | Datum       | Utfall                                               | Valresultat                                                                                   |
| Valkrets                      | Riksdagsledamot          | Parti                       | Datum       | Utfall                                               | Valresultat                                                                                   |
| ----------------------------- | ------------------------ | --------------------------- | ----------- | ---------------------------------------------------- | --------------------------------------------------------------------------------------------- |
| Stockholms stads fjärde       | Edvard von Krusenstjerna | Partilös                    | 8 mars      | Liberala samlingspartiet vann mandatet               | Thorvald Fürst (Lib s) 54,4% Albert Isaksson (kons.) 45,6%                                    |
| Lysings och Göstrings domsaga | Carl af Burén            | Nationella framstegspartiet | 1 september | Annan från Nationella framstegspartiet vann mandatet | David Pettersson (Nfr) 60,1% Anders Knutsson (lib.) 29,9% Anders Johan Johansson (kons.) 9,4% |
| Nordmarks domsaga             | Elof Biesèrt             | Liberala samlingspartiet    | 16 november | Högervilde vann mandatet                             | Fredrik Canell (h) 54,6% Claes Schenson (lib.) 44,8%                                          |
| Kristianstads stad            | Carl Ljunggren           | Liberala samlingspartiet    | 30 november | Vänstervilde vann mandatet                           | Bror Petrén (v) 55,4% John Forssander (s) 44,5%                                               |
| Stockholms stads femte        | David Bergström          | Liberala samlingspartiet    | 13 december | Socialdemokraterna vann mandatet                     | Knut Tengdahl (S) 74,1% Axel Ceder (lib.) 25,9%                                               |
| Göteborgs stad                | Hugo Segerdahl           | Liberala samlingspartiet    | 13 december | Socialdemokraterna vann mandatet                     | Anders Lindblad (S) 39,8% Erik Trana (kons.) 35,5% Henrik Almstrand (lib.) 24,7%              |
| Luggude domsagas norra        | Christian Olsson         | Liberala samlingspartiet    | 29 december | Nationella framstegspartiet vann mandatet            | Otto Persson (Nfr) 61,2% Olof Nilsson (S) 38,6%                                               |

### 1908
| Valkrets                          | Innan valet               | Innan valet              | Datum       | Utfall                                 | Valresultat                                                     |
| Valkrets                          | Riksdagsledamot           | Parti                    | Datum       | Utfall                                 | Valresultat                                                     |
| --------------------------------- | ------------------------- | ------------------------ | ----------- | -------------------------------------- | --------------------------------------------------------------- |
| Östersunds och Hudiksvalls städer | Victor Hugo Wickström     | Liberala samlingspartiet | 18 januari  | Annan liberal vann mandatet            | Carl Sehlin (Lib s) 66,2% Erik Böhmer (s) 33,8%                 |
| Karlstads stad                    | Gullbrand Elowson         | Högervide                | 13 juni     | Liberala samlingspartiet vann mandatet | Axel Schotte (Lib s) 61,4% Oscar Vilhelm Karlsson (S) 36,9%     |
| Halmstads stad                    | Fredrik Elias Ahlfvengren | Liberala samlingspartiet | 19 november | Kandidaten omvaldes                    | Fredrik Elias Ahlfvengren (Lib s) 80,0% Närmaste kandidat 20,0% |